# Sangwina

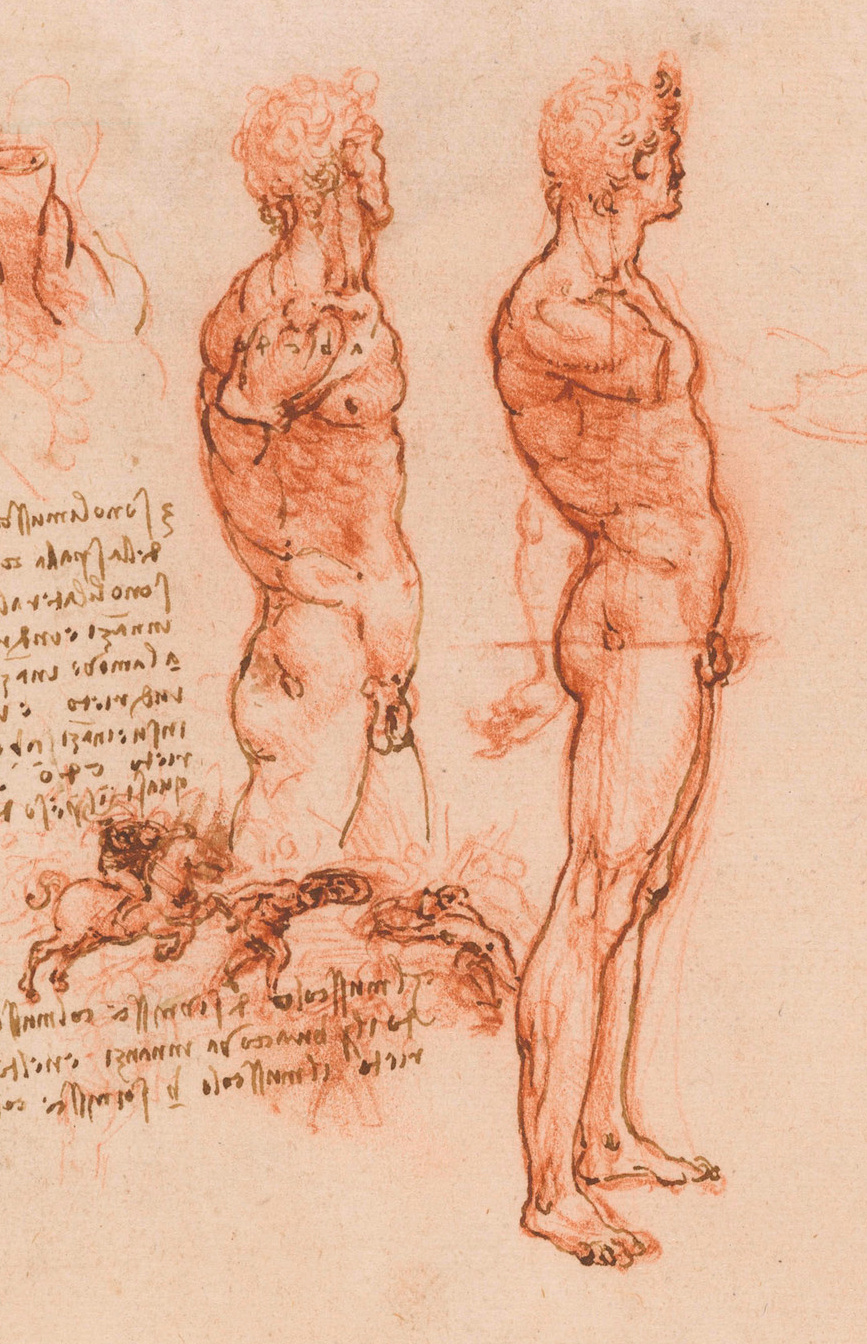
Rysunek wykonany sangwiną przez Leonarda da Vinci ok. 1504-1506

Sangwina – czerwonobrunatna kredka używana do tworzenia szkiców lub rysunków. Nazwa pochodzi od łacińskiego określenia krwi (sanguis, -inis). Mianem tym określa się również technikę rysunkową, jak i rysunek wykonany tą techniką. Sangwiny używano już w renesansie (korzystał z niej m.in. Leonardo da Vinci przy tworzeniu szkiców do Ostatniej Wieczerzy).
Technikę rysunku, korzystającą z sangwiny oraz czerni i bieli nazywa się trois crayons.